# Empoascanara africana
Empoascanara africana är en insektsart som beskrevs av Irena Dworakowska 1976. Empoascanara africana ingår i släktet Empoascanara och familjen dvärgstritar. Inga underarter finns listade i Catalogue of Life.